# Oneigenlijke rechtspraak
Oneigenlijke rechtspraak (ook wel voluntaire jurisdictie of  willige rechtspraak genoemd) is burgerlijke rechtspraak in zaken waarbij er geen sprake is van een juridisch geschil.  Deze vorm van rechtshandhaving komt voor als een wijziging in iemands rechtstoestand wordt beoogd, zoals bij onder-curatele-stelling of de benoeming van een voogd.
De procedures worden bij oneigenlijke rechtspraak meestal ingeleid met een verzoekschrift, en niet met de in het burgerlijk procesrecht meer gebruikelijke dagvaarding.
De oneigenlijke rechtspraak neemt een discutabele plaats in in het burgerlijk recht. Omdat er geen geschil tussen burgers wordt beslecht maar een rechtstoestand van een burger wordt veranderd, menen sommige juristen dat het eigenlijk deel zou moeten uitmaken van het bestuursrecht.
Tegenover oneigenlijke rechtspraak staat het begrip eigenlijke rechtspraak (ook wel contentieuze jurisdictie genoemd). Hiermee wordt rechtspraak bedoeld waarbij sprake is van een geschil.